# Донаумарина
48°12′23″ пн. ш. 16°25′54″ сх. д. / 48.2065° пн. ш. 16.4317° сх. д.
«Донаумарина» (нім. Donaumarina) — станція Віденського метрополітену, розміщена на лінії U2 між станціями «Донауштадтбрюке» і «Штадіон». Відкрита 2 жовтня 2010 року у складі дільниці «Штадіон» — «Асперн-штрасе». Названа за пристанню Марина-Відень.
Розташована в 2-му районі Відня (Леопольдштадт).